# Kamysjin
Kamysjin (Russisch: Камышин) is een stad in de Russische oblast Wolgograd, gelegen aan de Wolga. Bij de volkstelling van 2002 had de stad 127.891 inwoners en is daarmee naar inwoneraantal de 3e stad van deze oblast. De stad werd in 1667 gesticht aan de rivier Kamysjinka.

## Geografie

### Klimaat
| Maand                               | jan   | feb   | mrt   | apr  | mei  | jun  | jul  | aug  | sep   | okt   | nov   | dec   | Jaar  |
| ----------------------------------- | ----- | ----- | ----- | ---- | ---- | ---- | ---- | ---- | ----- | ----- | ----- | ----- | ----- |
| Hoogste maximum (°C)                | 12,3  | 10,8  | 19,8  | 28,6 | 36,6 | 39,8 | 41,5 | 41,2 | 39,3  | 27,7  | 16,8  | 9,7   | 41,5  |
| Gemiddeld maximum (°C)              | −5,4  | −5,1  | 1,6   | 14,1 | 21,8 | 27,0 | 29,5 | 27,7 | 20,7  | 11,5  | 2,4   | −3,2  | 11,9  |
| Gemiddelde temperatuur (°C)         | −8,3  | −8,4  | −2,0  | 9,1  | 16,3 | 21,5 | 23,9 | 22,2 | 15,7  | 7,5   | −0,4  | −5,9  | 7,6   |
| Gemiddeld minimum (°C)              | −11,2 | −11,7 | −5,6  | 4,1  | 10,8 | 15,9 | 18,2 | 16,6 | 10,7  | 3,6   | −3,2  | −8,5  | 3,3   |
| Laagste minimum (°C)                | −31,7 | −32,1 | −24,2 | −9,2 | −1,1 | 4,2  | 6,0  | 3,8  | −12,1 | −11,1 | −25,0 | −26,7 | −32,1 |
| Bron: Камышин погода - meteolabs.ru |       |       |       |      |      |      |      |      |       |       |       |       |       |

Bestuurlijk centrum: Wolgograd

Doebovka · Frolovo · Kalatsj aan de Don · Kamysjin · Kotelnikovo · Kotovo · Krasnoslobodsk · Leninsk · Michajlovka · Nikolajevsk · Novoanninski · Oerjoepinsk · Pallasovka · Petrov Val · Serafimovitsj · Soerovikino · Volzjski · Zjirnovsk